# Mesquita
För andra betydelser, se Mesquita (olika betydelser).
Mesquita är en stad och kommun i Brasilien och ligger i delstaten Rio de Janeiro. Staden ingår i Rio de Janeiros storstadsområde och kommunen hade år 2014  cirka 170 000 invånare. Mesquita blev en egen kommun 1 januari 2001 efter att ha varit en del av Nova Iguaçus kommun fram till dess.